# Natura 2000-område nr. 146 Hejede Overdrev, Valborup Skov og Valsølille Sø
Natura 2000-område nr. 146 Hejede Overdrev, Valborup Skov og Valsølille Sø er et Natura 2000-område der består af habitatområde H129 og har et areal på 1.336 hektar, hvoraf 930 ha. er statsejet. Det ligger i Lejre, Ringsted og Holbæk kommuner, i området mellem Kirke Hvalsø og Jystrup.

## Områdebeskrivelse
Området er domineret af skov, og indeholder flere forskellige skovnaturtyper. I lysninger findes naturtyperne kalkoverdrev, surt overdrev, tidvis våd eng og rigkær. Smuldmosen kan fremhæves blandt områdets artsrige rigkær.
Der findes en række både større og mindre søer i Natura 2000-området. En del søer og vandhuller i området er registreret som naturtypen næringsrig sø. Det gælder bl.a. andet Valsølille Sø, Hvidsø og
Mortenstrup Sø
Natura 2000-området ligger indenfor
i Vandområdedistrikt II Sjælland i vandplanoplandene 2.2 Isefjord og Roskilde Fjord og Vandplan 2.5 Smålandsfarvandet 

## Fredninger
Indenfor Natura 2000-området er i alt 157 ha omfattet af fredninger, der omfatter dele af Særløse Overdrev, Helvigstrup Skov og Avnstrup Skov foruden Hvidsø og et areal langs Valsølille Sø. Dele af området indgår i Nationalpark Skjoldungernes Land.

## Eksterne kilder og henvisninger
1. ↑  Vandplan – Hovedvandopland Isefjord og Roskilde Fjord Arkiveret 12. august 2018 hos  Wayback Machine på mst.dk
2. ↑  "Vandplan 2.5 Smålandsfarvandet" (PDF). Arkiveret fra originalen (PDF) 12. august 2018. Hentet 22. december 2019.
3. ↑  Om fredningen på fredninger.dk

- Kort over området på miljoegis.mim.dk
- Naturplanen Arkiveret 22. december 2019 hos  Wayback Machine
- Basisanalysen 2016-21 Arkiveret 22. december 2019 hos  Wayback Machine